# Departementen van Guatemala
Guatemala is onderverdeeld in 22 departementen (departamentos), deze departementen zijn weer onderverdeeld in 340 gemeenten.
Guatemala heeft in het verleden Belize gezien als een onderdeel van het land. Er zijn Guatemalteekse kaarten waarop Belize (of een deel ervan) als departement van Guatemala is afgebeeld. Dit leidde eerst tot onenigheid met het Verenigd Koninkrijk (dat Belize als kolonie had) en sinds de onafhankelijkheid van Belize in 1981 met dat land. Hoewel Guatemala in 1992 de onafhankelijkheid van Belize erkende, is er nog geen definitieve oplossing voor de resterende grensgeschillen tussen de twee landen.

## Overzicht departementen van Guatemala
| Nr.                   | Departement    | Hoofdstad             | Oppervlakte | Inwoners  |
| --------------------- | -------------- | --------------------- | ----------- | --------- |
| 1                     | Alta Verapaz   | Cobán                 | 8.686 km²   | 1.215.038 |
| 2                     | Baja Verapaz   | Salamá                | 3.124 km²   | 299.476   |
| 3                     | Chimaltenango  | Chimaltenango         | 1.979 km²   | 615.776   |
| 4                     | Chiquimula     | Chiquimula            | 2.376 km²   | 415.063   |
| 5                     | Petén          | Flores                | 35.854 km²  | 545.600   |
| 6                     | El Progreso    | Guastatoya            | 1.922 km²   | 176.632   |
| 7                     | Quiché         | Santa Cruz del Quiché | 8.378 km²   | 949.261   |
| 8                     | Escuintla      | Escuintla             | 4.384 km²   | 733.181   |
| 9                     | Guatemala      | Guatemala-Stad        | 2.126 km²   | 3.015.081 |
| 10                    | Huehuetenango  | Huehuetenango         | 7.400 km²   | 1.170.669 |
| 11                    | Izabal         | Puerto Barrios        | 9.038 km²   | 408.688   |
| 12                    | Jalapa         | Jalapa                | 2.063 km²   | 342.923   |
| 13                    | Jutiapa        | Jutiapa               | 3.219 km²   | 488.395   |
| 14                    | Quetzaltenango | Quetzaltenango        | 1.951 km²   | 799.101   |
| 15                    | Retalhuleu     | Retalhuleu            | 1.856 km²   | 326.828   |
| 16                    | Sacatepéquez   | Antigua Guatemala     | 465 km²     | 554.695   |
| 17                    | San Marcos     | San Marcos            | 3.791 km²   | 1.032.277 |
| 18                    | Santa Rosa     | Cuilapa               | 2.955 km²   | 396.607   |
| 19                    | Sololá         | Sololá                | 1.061 km²   | 421.583   |
| 20                    | Suchitepéquez  | Mazatenango           | 2.510 km²   | 554.695   |
| 21                    | Totonicapán    | Totonicapán           | 1.061 km²   | 418.569   |
| 22                    | Zacapa         | Zacapa                | 2.690 km²   | 245.374   |
| Bron: inwoners (2018) |                |                       |             |           |

| Kaart                       |
| --------------------------- |
| Departementen van Guatemala |
| Departementen van Guatemala |

## Geschiedenis
Een overzicht van de wijzigingen in de departementen sinds 1900:
- 1908: El Progreso wordt gevormd uit delen van Baja Verapaz, Jalapa, Zacapa en Guatemala.
- 1962: Amatitlán wordt samengevoegd met het departement Guatemala.
- 1988: De naam van Quezaltenango wordt gewijzigd in Quetzaltenango.